# Higino
Gayo Julio Higino (64 a. C. – 17) fue un célebre escritor latino, nativo, según Suetonio, de Hispania o de Alejandría. Fue liberto de Augusto y estuvo al frente de la Biblioteca Palatina de Roma, en cuyas aulas ejerció la enseñanza de la filosofía.

## Biografía
Gracias a su talento alcanzó cierto reconocimiento y pudo relacionarse con gran número de personajes notables, a pesar de su humilde condición de liberto. En cuanto a la Antigüedad romana, llegó a ser escuchado como un oráculo, tal era la profundidad y extensión del conocimiento que de esta época tenía. Este respeto y admiración por su saber duró con intermitencias hasta los siglos XVI y XVII en que los eruditos, tanto españoles como extranjeros, entraron en sesudas y largas controversias en torno a obras que en aquel entonces se consideraban de Higino.
Se ocupó de todas las materias que abarcaban el saber de su época: historia, ciencia, filosofía y literatura, religión, astronomía y astrología. Como obras históricas cabe destacar un libro sobre la vida de hombres ilustres, otro sobre ciudades de Italia y un tercero sobre las familias troyanas. Como obra científica sobresale una de agricultura en que estudia entre otras cosas, las abejas, los cuadrúpedos, las aves y los insectos volátiles. 
Por su trabajo relativo al listado de las estrellas de las constelaciones en Astronomía poética, en 1935 se decidió en su honor llamarle «Hyginus» a un astroblema lunar.

## Higino, autor de lasFábulasy de laAstronomía poética
Se suele atribuir a Cayo Julio Higino un libro llamado Fábulas que contiene 277 relatos cortos de mitología y otro libro de catasterismos titulado Astronómica poética. Un testimonio arqueológico que apoya esta identificación es una copa de plata de época de Augusto que contiene la representación de las fábulas 120 y 121. Algunos críticos, sin embargo, atribuyen estas dos obras a un autor diferente que han denominado simplemente Higino (Hyginus) que probablemente pertenecería a la época de los Antoninos (siglo II).  
Entre las hipótesis que se han manejado, una de ellas es que la forma en que nos han llegado ambas obras podría ser una compilación de extractos de textos de Cayo Julio Higino.
En cuanto a las Fabulae, se trata de un manual de mitología que se compone de tres clases de textos:
1. Árboles genealógicos de los dioses y héroes
2. 220 fábulas (relatos individuales)
3. Los llamados «catálogos» (recopilaciones en forma de lista)

La «Genealogía de Higino conocida por todos» fue traducida en el año 207 («en el año consular de Máximo y Aper») de nuevo al griego, por lo que el texto básico es más antiguo. El autor usó como fuentes un manual de mitología griego similar a la Biblioteca mitológica del Pseudo-Apolodoro, así como tragedias (Esquilo, Sófocles, Eurípides, entre otros) y epopeyas (Homero, Hesíodo) griegas.
Que el manual astronómico-mitológico llamado Astronomía poética (en cuatro tomos) sea del mismo autor no está claro, pero suele ser aceptado por la mayoría de los estudiosos actuales.
Estos escritos representaban en la Edad Media una fuente primaria para las antiguas leyendas de las constelaciones, por lo que se copiaron extensamente. Desde el siglo IX aparecen copias con complicadas ilustraciones de gran valor artístico.

## Eponimia
- El cráter lunar Hyginus lleva este nombre en su memoria.
- El asteroide (12155) Hyginus también conmemora su nombre.